# Hypercompe mus
Hypercompe mus är en fjärilsart som beskrevs av Charles Oberthür 1881. Hypercompe mus ingår i släktet Hypercompe och familjen björnspinnare. Inga underarter finns listade i Catalogue of Life.